# Karl-Göran Mäler
Karl-Göran Mäler (* 3. März 1939 in Sollefteå; † 20. Mai 2020 in Stockholm, Schweden) war ein schwedischer Wirtschaftswissenschaftler und einer der wichtigsten Vertreter der europäischen Umweltökonomie.

## Leben und Wirken
Karl-Göran Mäler wurde 1939 in Sollefteå im Norden Schwedens geboren. Er studierte zunächst Mathematik, Statistik und Wirtschaftswissenschaft an der Universität Stockholm (1960–1964), 1965–1970 dann Wirtschaftswissenschaft mit Besuchen am MIT sowie die Stanford University. 1972 schloss er seine Promotion an der Universität Stockholm ab. 1975 wurde er Professor an Handelshochschule Stockholm, wo er bereits seit 1969 arbeitete. 1981 wurde er Mitglied der Königlich Schwedischen Akademie der Wissenschaften. 1981 bis 1994 war er Mitglied, 1986 und 1987 Vorsitzender des Komitees des Alfred-Nobel-Gedächtnispreises für Wirtschaftswissenschaften. 1992 bis 2006 leitete er das Beijer Institute of Ecological Economics, das er zusammen mit Partha Dasgupta gegründet hatte. Er war Gründungsmitglied der Europäischen Vereinigung der Umwelt- und Ressourcenökonomen (European Association of Environmental and Resource Economists). Seine Dissertation wurde 1974 als Environmental Economics: A Theoretical Inquiry veröffentlicht und gehört zu den ersten Einflussreichen Beiträgen zur Umweltökonomie.
In seiner Arbeit bemühte Mäler sich um die Verbindung der ökonomischen Theorie mit Erkenntnissen aus den Umweltwissenschaften, insbesondere Ökologie. Als Direktor des Beijer Institute brachte er renommierte Wissenschaftler aus beiden Bereichen zusammen, u. a. Kenneth Arrow, Robert M. Solow, Paul R. Ehrlich, Simon Levin, Stephen Carpenter. Außerdem forschte er an den Wechselwirkungen zwischen Umwelt(schutz) und ökonomischer Entwicklung. Zusammen mit Dasgupta initiierte er das Program of Teaching and Research in Developing Countries, im Rahmen dessen Wissenschaftler in Entwicklungsländer ausgebildet wurden. Ebenfalls zusammen mit Dasgupta und Charles Perrings gründete er die Fachzeitschrift Environment and Development Economics.
Zu seinen Forschungsschwerpunkten gehörten:
- Umweltökonomische Gesamtrechnung, insbesondere das Konzept des Inclusive wealth, das er zusammen mit Dasgupta in dem Artikel Net national product, wealth, and social well-being (2000) vorschlug
- Anwendung der Spieltheorie auf das Problem des sauren Regens, beginnend mit dem Beitrag The acid rain game (1989)
- Management von sich nicht-linear verhaltenden Ökosystemen (The economics of shallow lakes, 2003)

## Auszeichnungen
- 1981 Mitglied der Königlich Schwedischen Akademie der Wissenschaften
- 2002 Volvo Environment Prize (mit Partha Dasgupta)
- 2004 Kenneth E. Boulding Memorial Award (International Society for Ecological Economics) (mit Partha Dasgupta)
- 2005 EAERE European Lifetime Achievement Award (mit David Pearce)

## Werke (Auswahl)
- Karl-Göran Mäler: Environmental Economics: A Theoretical Inquiry. The Johns Hopkins University Press, 1974.
- Karl-Göran Mäler: The acid rain game. In: H. Folmer, E. van Ierland (Hrsg.): Valuation Methods and Policy Making in Environmental Economics. Elsevier, Amsterdam 1989, S. 231–251.
- Karl-Göran Mäler: National accounts and environmental resources. In: Environmental and Resource Economics. Band 1, Nr. 1, 1991, S. 1–15.
- Karl-Göran Mäler, Aart de Zeeuw: The acid rain differential game. In: Environmental and Resource Economics. Band 12, Nr. 3, 1998, S. 1–15.
- Partha Dasgupta, Karl-Göran Mäler: Net national product, wealth, and social well-being. In: Environment and Development Economics. Band 5, Nr. 1, 2000, S. 69–93.
- Karl-Göran Mäler, Anastasios Xepapadeas, Aart de Zeeuw: The economics of shallow lakes. In: Environmental and Resource Economics. Band 26, Nr. 4, 2003, S. 603–624.